# Emendamento Platt

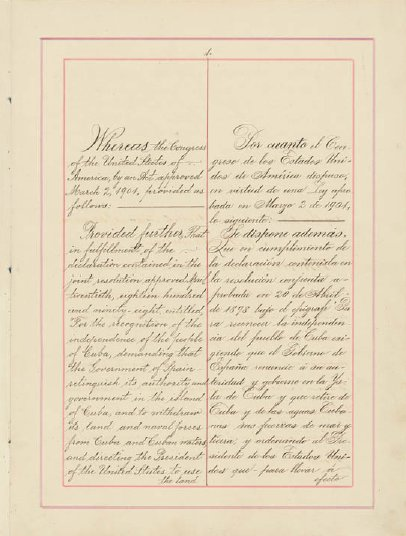
La prima pagina dell'Emendamento Platt

L'Emendamento Platt fu un emendamento a una risoluzione congiunta del Congresso degli Stati Uniti che aveva lo scopo di stabilire le condizioni per il ritiro delle truppe statunitensi rimaste a Cuba alla fine della guerra ispano-americana. Definì inoltre le relazioni tra Cuba e Stati Uniti per oltre un trentennio, fino al trattato di relazioni del 1934.

## Premesse
A conclusione della guerra ispano-americana, il 1º gennaio 1899 le truppe spagnole abbandonarono Cuba e l'amministrazione dell'isola passò al generale Leonard Wood, che agì da governatore militare in rappresentanza degli Stati Uniti.
Basandosi anche sul timore che una potenza europea potesse prendere il controllo di una porzione di Cuba, impedendo agli Stati Uniti di mantenere i propri interessi sull'isola, gli espansionisti statunitensi proposero l'annessione di Cuba. L'operazione era però impedita dall'emendamento Teller, che prescriveva di lasciare il governo e il controllo dell'isola al suo popolo quando la pacificazione fosse compiuta. Per questo gli espansionisti accusavano l'emendamento Teller di essere stato creato "ignorando le condizioni reali" e ne contestavano la cogenza per gli Stati Uniti.
Il 5 novembre 1900 Wood convocò un'assemblea costituente incaricata di elaborare uno statuto e di redigere un trattato con gli Stati Uniti. Richiese inoltre che all'interno della Costituzione venissero recepite alcune indicazioni elaborate dal Segretario alla Guerra Elihu Root, che vincolavano Cuba a non siglare accordi internazionali che ne pregiudicassero l'indipendenza, a non contrarre debiti superiori alle entrate e a concedere agli States il diritto di intervenire a protezione dell'isola, utilizzando, a tale scopo, alcune basi navali cubane.

## L'approvazione dell'emendamento
Gli articoli del segretario di stato Root divennero noti come Emendamento Platt, dal nome del senatore del Connecticut Orville Platt che il 25 febbraio 1901 li presentò al Congresso. Prese il nome di emendamento perché Platt e i colleghi che ci lavorarono sopra non lo completarono prima della metà del febbraio 1901 e, non avendo più il tempo di presentarlo e discuterlo come legge separata prima dello scioglimento delle Camere, lo proposero come emendamento all'Army appropriation bill (legge finanziaria militare).
L'emendamento Platt, passò con 159 voti favorevoli e 134 contrari alla Camera e con 43 voti favorevoli e 20 contrari al Senato. Sebbene inizialmente il contenuto dell'emendamento venne respinto con indignazione dai cubani, l'assemblea costituente accettò di integrare nella Costituzione il contenuto del provvedimento.

## Contenuto
Il contenuto dell'emendamento Platt fu sintetizzato da Thomas A. Bailey nel "Diplomatic History of the American People":
1. Cuba non può prendere decisioni che possano compromettere la sua indipendenza o consentano a una potenza straniera (ad esempio la Germania) di assumere il controllo dell'isola.
2. Cuba si impegna a non incorrere in un indebitamento che superi i propri mezzi (potrebbe provocare un intervento straniero).
3. Gli Stati Uniti hanno la facoltà di intervenire al fine di mantenere l'ordine e l'indipendenza cubana.
4. Cuba accetta il programma di sanificazione sponsorizzato dagli Stati Uniti (rivolto principalmente contro la febbre gialla).
5. Cuba accetta di vendere o affittare agli Stati Uniti siti per basi navali o depositi di combustibile e Guantánamo divenne la principale base statunitense.

## Il ritiro delle truppe e la contestazione
Con l'emendamento Platt in vigore, Roosevelt ritirò le truppe statunitensi da Cuba. A questa azione seguirono disordini pubblici e ulteriori proclami a favore dell'annessione, con ragioni che andavano dagli "interessi degli Stati Uniti" fino alla "superiorità della razza bianca". L'Indianapolis News scrisse: "È destino manifesto, per una nazione, di possedere le isole che delimitano le sue rive".
Un anno dopo, Roosevelt scrisse:
(Theodore Roosevelt, Roosevelt to White)